# Северный Динаджпур
Северный Динаджпур или Уттар-Динаджпур (англ. North Dinajpur, бенг. উত্তর দিনাজপুর জেলা) — округ в индийском штате Западная Бенгалия. Образован 1 апреля 1992 года. Подразделяется на два подокруга — Райгандж и Ислампур. Административный центр округа — Райгандж.
По данным всеиндийской переписи 2001 года население округа Северный Динаджпур составляло 2 441 794 человека, из них индуистов — 1 263 001 (51,72 %), мусульман — 1 156 503 (47,36 %), христиан — 13 172 (0,54 %) и сикхов — 252 человека.